# Tenkatsu Shokyokusai

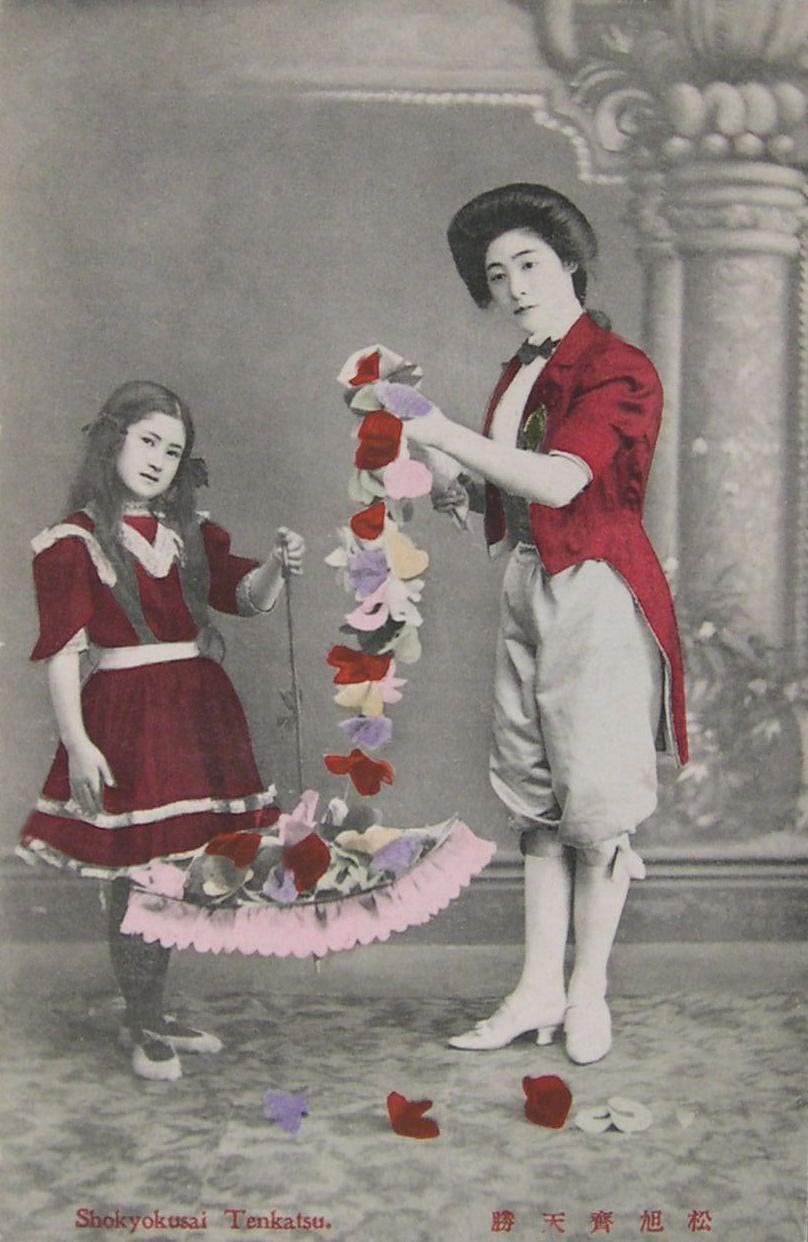
Tenkatsu et son assistante.

Tenkatsu Shokyokusai (松旭斎 天勝, Shôkyokusai Tenkatsu) (de son vrai nom Katsu Kanazawa (金沢 カツ, Kanazawa Katsu) (née Nakai (中井, Nakai), épouse Noro (野呂, Noro)), 21 mai 1886 (Meiji 19) - 11 novembre 1944 (Showa 19) était une illusionniste célèbre. Elle est née à Kanda (Tokyo).

## Personnalité et carrière
En 1895 (Meiji 28), elle travaille dans une boutique de tempura après la faillite du bureau de prêts à gages familial. En ce temps-là, Tenichi Shokyokusai était un prestidigitateur de premier ordre et il l'engagea comme apprentie.

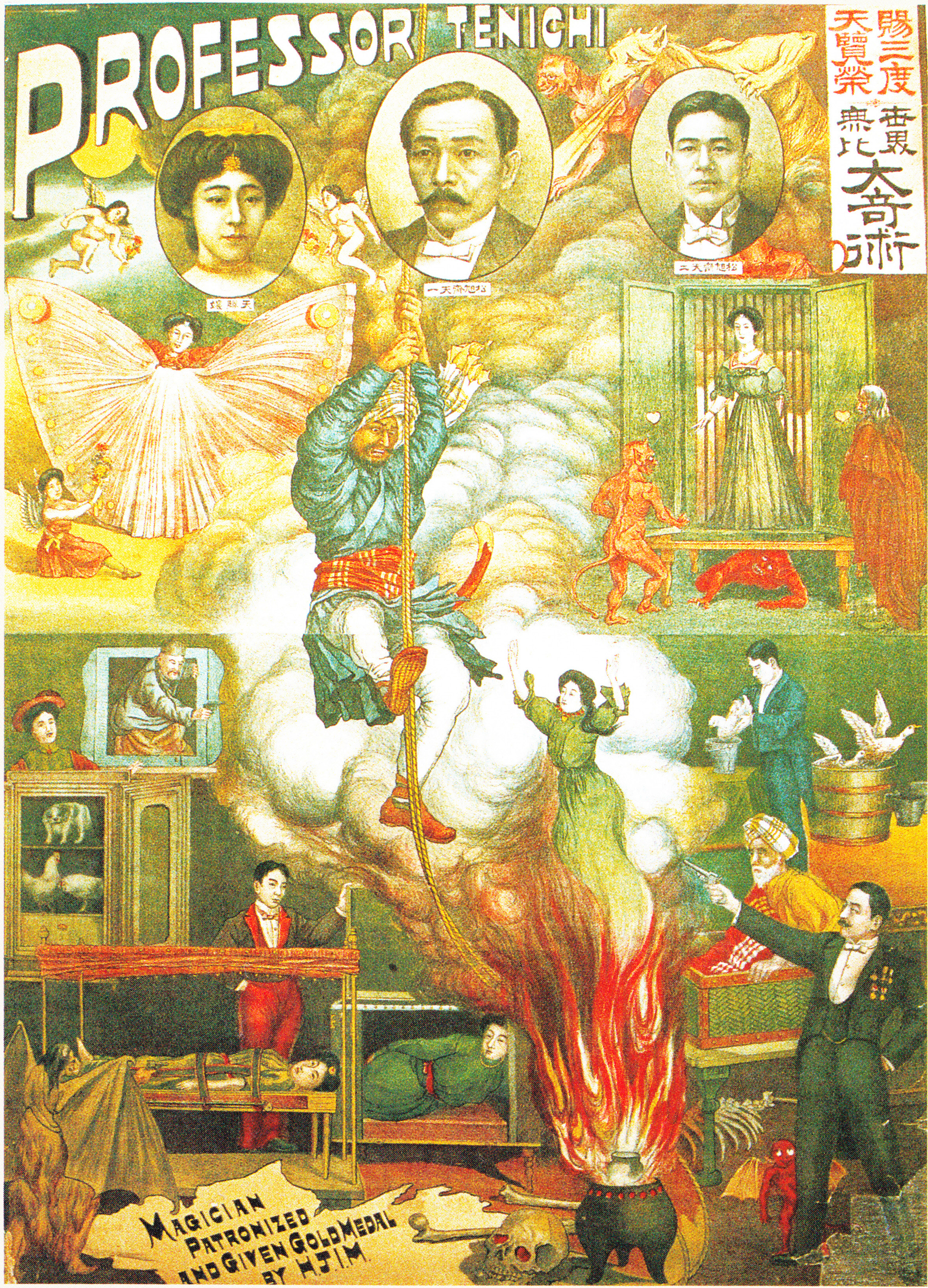
Affiche (Meiji 41) de la troupe de Tenichii Shokyokusai; à gauche Tenkatsu

Devenue sa concubine, après une tentative de suicide, elle prit son indépendance. Elle choisit comme nom de scène "Tenkatsu Shokyokusai".
Elle fit plusieurs séjours aux États-Unis. Ses traits et sa beauté y étaient considérés comme inhabituels pour une Japonaise. Après son retour au pays, avec son costume à paillettes, elle donna le premier spectacle de magie de style occidental au Japon. Le public est enthousiaste pour ce spectacle moderne et nouveau.
En 1911 (Meiji 44), à l'âge de 27 ans, elle devient la présidente de sa troupe. Elle épouse le manager Noro (mais elle garde son prestigieux nom de scène).
En 1915, elle joue le rôle de Salomé, en dévoilant beaucoup son corps.

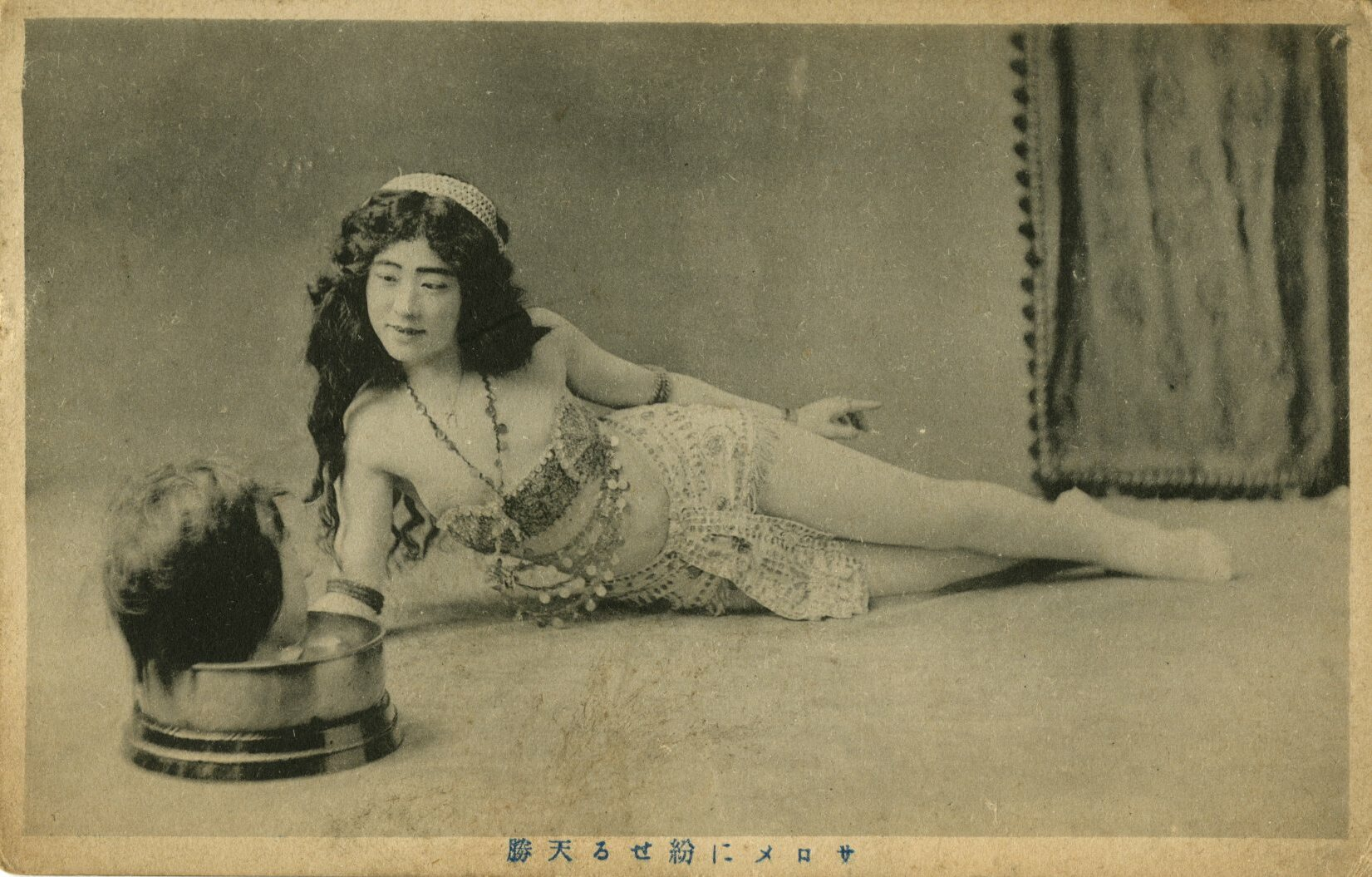
Tenkatsu dans le rôle de Salomé (1915)

En 1925, elle engage un sextet de Chicago pour accompagner son numéro et introduit le jazz authentique au Japon.
En 1936, elle prend sa retraite âgée de 50 ans. Sa tombe se trouve au temple Saitokuji (dans l'arrondissement Taito-ku).

## Film
- 「魔術の女王」 "La Reine de la magie" (1936)